# Saint-Caprais-de-Lerm
 Saint-Caprais-de-Lerm  là một xã của tỉnh Lot-et-Garonne, thuộc vùng Nouvelle-Aquitaine, tây nam nước Pháp.